# ميكيل براون
ميكيل براون (بالإنجليزية: Miquel Brown)‏ هي مغنية وممثلة أمريكية، ولدت في 8 فبراير 1945 بمونتريال في كندا.

## وصلات خارجية
- ميكيل براون على موقع IMDb (الإنجليزية)
- ميكيل براون على موقع ألو سيني (الفرنسية)
- ميكيل براون على موقع ميوزك برينز (الإنجليزية)
- ميكيل براون على موقع أول موفي (الإنجليزية)
- ميكيل براون على موقع قاعدة بيانات الأفلام السويدية (السويدية)
- ميكيل براون على موقع أول ميوزيك (الإنجليزية)
- ميكيل براون على موقع ديسكوغز (الإنجليزية)
- ميكيل براون على موقع قاعدة بيانات الفيلم (الإنجليزية)
- ميكيل براون على موقع كينوبويسك (الروسية)